# 鈴木秀美 (チェリスト)
鈴木 秀美（すずき ひでみ、男性、1957年10月29日 - ）は、日本のバロック・チェリスト、指揮者。

## 略歴
兵庫県神戸市生まれ。両親はアマチュア音楽家で、兄はチェンバロ・オルガン奏者の鈴木雅明。妻は声楽家の鈴木美登里。娘がいる。
桐朋学園大学、ハーグ王立音楽院卒業。当初はモダン・チェロで活動していたが、やがてバロック・チェロに替え、バロック・チェロの巨匠アンナー・ビルスマに師事した。1980年代から古楽器奏者としてチェロと指揮の両面で活躍している。
2001年にハイドンの演奏を主体とする（その他古典派の作曲家、モーツァルトほかも含む）オーケストラ・リベラ・クラシカを創設した。
東京音楽大学チェロ科客員教授、東京藝術大学古楽科非常勤講師。雑司谷拝鈍亭終身楽長。2021年より神戸市室内管弦楽団音楽監督に就任。

## 録音
|                                                                          | 共演 | 規格品番 （録音）                       | レーベル                                                        | 備考                                                                          |
| ------------------------------------------------------------------------ | --- | --------------------------------------- | --------------------------------------------------------------- | ----------------------------------------------------------------------------- |
| フランチェスコ・ジェミニアーニ:６つのチェロと通奏低音のためのソナタ      | Ｒ．ツィパーリング（チェロ） Ｇ．パンソン（クラヴサン）                                                                            | CD：RIC095077 （1990）                  | ベルギーRICERCAR(輸入盤)                                        |                                                                               |
| ルイジ・ボッケリーニ:チェロ・ソナタ集                                    | Ｒ．ツィパーリング（チェロ） Ｇ．パンソン（クラヴサン）                                                                            | CD：RIC122107 （1992）                  | ベルギーRICERCAR(輸入盤)                                        |                                                                               |
| チェロの野望(Les pretentions du violoncelle)                             | | CD：RIC205972 （1993）                  | ベルギーRICERCAR(輸入盤)                                        |                                                                               |
| バッハ:無伴奏チェロ組曲（全曲）                                          | | CD：BVCD1632~33 （1995）                | ＢＭＧファンハウス （ドイツ・ハルモニア・ムンディ）             | 第６番は５弦のチェロ・ピッコロを使用 平成７年度文化庁芸術作品賞               |
| C.P.E.バッハ:チェロ協奏曲（全曲）                                        | バッハ・コレギウム・ジャパン | CD：BIS-CD807 （1996） 国内盤KKCC2243   | スウェーデンＢＩＳ（輸入盤） 国内盤：キング・インターナショナル | 「レコード芸術」誌特選盤                                                      |
| シューベルト:アルペジョーネ・ソナタ ベートーヴェン：チェロ・ソナタ第３番 | 小島芳子（フォルテピアノ） | CD：BVCD1516 （1996）                   | ＢＭＧファンハウス （ドイツ・ハルモニア・ムンディ）             | アルペジョーネ・ソナタは５弦のチェロ・ピッコロを使用 「レコード芸術」誌特選盤 |
| ベートーヴェン：ピアノとチェロのための作品全集Ⅰ                          | 小島芳子（フォルテピアノ） | CD：BVCD628 （1997）                    | ＢＭＧファンハウス （ドイツ・ハルモニア・ムンディ）             | 「レコード芸術」誌特選盤                                                      |
| ハイドン：チェロ協奏曲集                                                 | シギスヴァルト・クイケン指揮 ラ・プティット・バンド 寺神戸亮（ヴァイオリン） Ｐ．ボージロー（オーボエ） Ｍ．ヴァロン（ファゴット） | CD：BVCD34002 （1998）                  | ＢＭＧファンハウス （ドイツ・ハルモニア・ムンディ）             | 第36回レコード・アカデミー賞（協奏曲部門）                                    |
| ベートーヴェン：ピアノとチェロのための作品全集Ⅱ                          | 小島芳子（フォルテピアノ） | CD：BVCD34006 （1998）                  | ＢＭＧファンハウス （ドイツ・ハルモニア・ムンディ）             | 「レコード芸術」誌特選盤                                                      |
| ベートーヴェン：ピアノとチェロのための作品全集                           | 小島芳子（フォルテピアノ） | CD：BVCD34007～08 （1996~9）            | ＢＭＧファンハウス （ドイツ・ハルモニア・ムンディ）             | 既発の録音を全集でセット販売                                                  |
| レオ:６つのチェロ協奏曲                                                  | オーケストラ・ファン・ヴァナセール                                                                                                 | CD：BIS-CD1057 （1999）                 | スウェーデンＢＩＳ（輸入盤）                                    |                                                                               |
| ロマンス                                                                 | 小島芳子（フォルテピアノ） | CD：BVCD31007 （2002）                  | Ariola Japan （ドイツ・ハルモニア・ムンディ）                   | 後期ロマン派作曲家のロマンス集                                                |
| バッハ:無伴奏チェロ組曲（全曲）                                          | | CD:BVCD34028（2004.10.31-11.5,11.8-11） | Ariola Japan （ドイツ・ハルモニア・ムンディ）                   | 第６番は５弦のチェロ・ピッコロを使用 ９年ぶりの再録音                         |
| メンデルスゾーン：チェロとピアノのための作品集(全曲）                    | 平井千絵（フォルテピアノ） | CD：BVCD31013 （2006.7.3-6）            | Ariola Japan (ドイツ・ハルモニア・ムンディ）                    | 2007年度文化庁芸術祭優秀賞                                                    |
| ショパン：チェロとピアノのための作品集                                   | 平井千絵（フォルテピアノ） | CD：BVCD3-31020 （2008.7.1-4）          | Ariola Japan (ドイツ・ハルモニア・ムンディ）                    |                                                                               |
| ボッケリーニ：:6つの弦楽三重奏曲 Op.47                                   | 若松夏美(ヴァイオリン)、エミリオ・モレーノ（ヴィオラ）                                                                             | CD：PGCD920313（2014）                  | Grossa（Glossa Music）                                          |                                                                               |

## 著作
- 鈴木秀美『増補改訂版『古楽器』よ、さらば!』音楽之友社（原著2000年11月1日）。ISBN 978-4276211872。 NCID BB06957749。
- 鈴木秀美『ガット・カフェ　- チェロと対話をめぐる対話』東京書籍（原著2005年3月1日）。ISBN 978-4487800162。 NCID BA71874335。
- 鈴木秀美『無伴奏チェロ組曲』東京書籍（原著2009年3月28日）。ISBN 978-4487800179。 NCID BA90205456。
- 鈴木秀美『通奏低音弾きの言葉では、』紫尾秀三郎、アルテスパブリッシング（原著2017年5月26日）。ISBN 978-4865591620。 NCID BB2370008X。